# روبرت د. آرنوت
روبرت د. آرنوت (بالإنجليزية: Robert D. Arnott)‏ هو شخصية أعمال أمريكي، ولد في 29 يونيو 1954.